# 长圆叶多榔菊
长圆叶多榔菊（学名：Doronicum oblonglfolium）是菊科多榔菊属的植物。分布于西伯利亚、哈萨克斯坦、高加索以及中国大陆的新疆等地，生长于海拔2,400米至3,300米的地区，多生长在水沟旁或林下，目前尚未由人工引种栽培。